# Euret
Euret (ang. European Transport – EURET) – program przygotowany przez Unię Europejską, a przyjęty przez Komisję Europejską w 1990 dotyczący polityki transportowej na terenie krajów członkowskich.
Program wspiera opracowanie i wprowadzenie w życie wspólnej polityki transportowej. Ogólnym założeniem programu jest optymalizacja systemów transportu we Wspólnocie za pośrednictwem prowadzonych badań, które mają przyczynić się do rozwoju i integracji bardziej sprawnego systemu transportowego i jego optymalizacji. Działalność badawcza obejmuje zarówno kwestie polityki ogólnej, jak i różne poziomy geograficzne (europejski, krajowy, regionalny, miejski).
Do jego podstawowych zadań należy przede wszystkim wspieranie, koordynacja i nadzorowanie następujących dziedzin:
- zmiana i rozwój transportu miejskiego,
- budowa nowych dróg,
- budowa nowych autostrad,
- bezpieczeństwo i warunki ruchu drogowego,
- ochrona środowiska naturalnego,
- zarządzanie transportem, zapewniając trwałą mobilność towarów i osób,
- utworzenia transeuropejskiej sieci transportowej

W ramach programu Euret zajmuje się wszystkimi rodzajami transportu oraz rozwojem technologii transportowych. Instrumentem wspomagającym wysiłki finansowe państw członkowskich w ramach projektów będących przedmiotem wspólnego zainteresowania są gwarancje kredytowe, subwencje stopy procentowej oraz Fundusz Spójności.